# 沃雷伊盧
沃雷伊盧（Were Ilu 或 Warra Hailu）是埃塞俄比亞中北部阿姆哈拉州南沃洛地區的小鎮，座標10°36′N 39°26′E / 10.600°N 39.433°E。根據埃塞俄比亞中央統計局2005年的資料，沃雷伊盧人口約10,062，其中男性4,942人，女性5,120人。